# Кавирово
Кавирово — деревня в Великолукском районе Псковской области России. Входит в состав сельского поселения «Лычёвская волость».
Расположена к востоку от озера Задежа (Немковское), в 18 км к юго-востоку от центра города Великие Луки.

## Население
Численность населения по оценке на 2000 год составляла 13 жителей, на 2010 год — 15 жителей.